# Kriegsgefangenenentlassungslager Weeze
Koordinaten: 51° 36′ 43,4″ N, 6° 12′ 52,4″ O

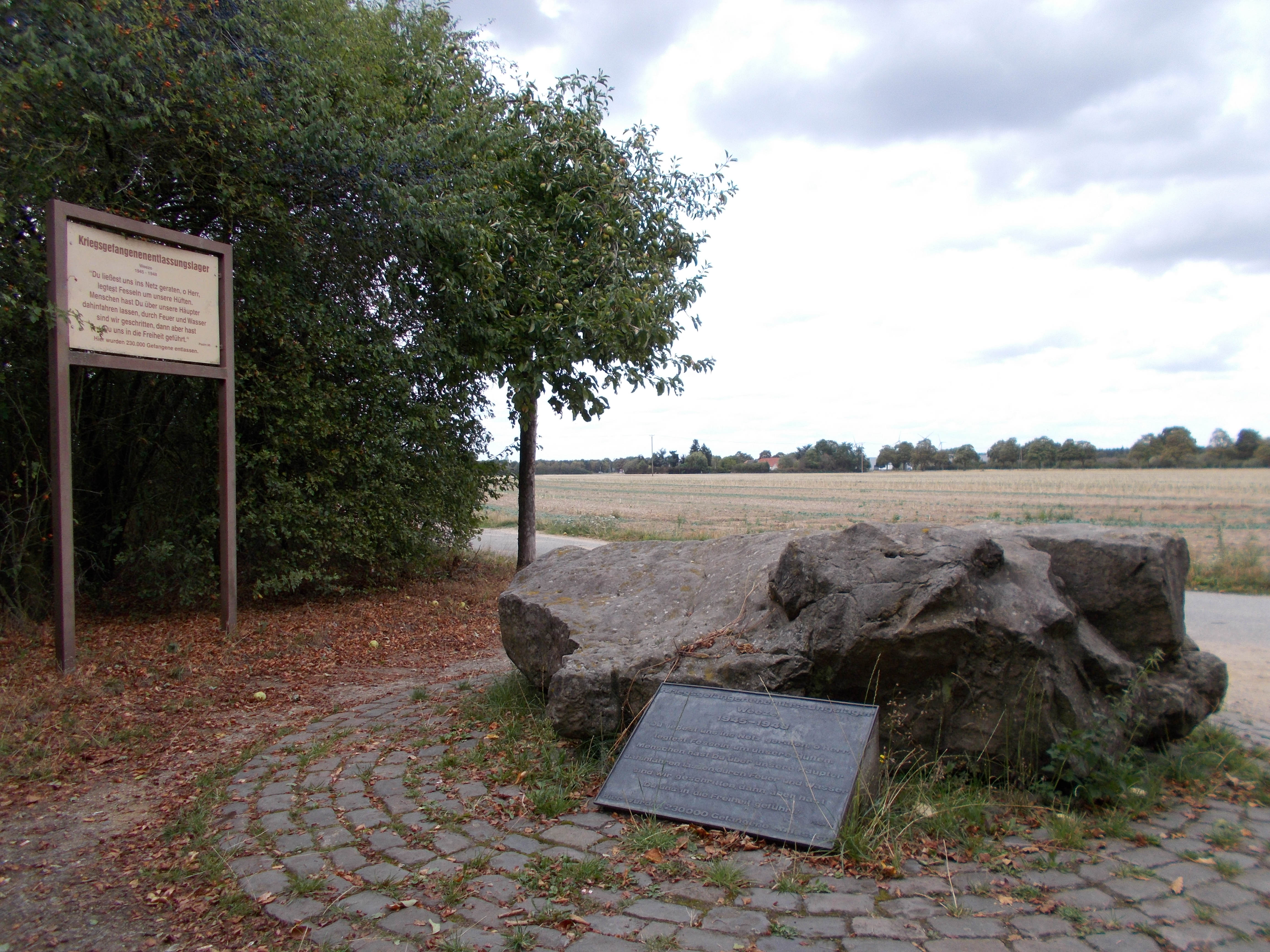
Denkmal Kriegsgefangenenentlassungslager Weeze bei Schloss Wissen. Für 230.000 deutsche Kriegsgefangene war es das "Tor in die Freiheit".

Das Kriegsgefangenenentlassungslager Weeze wurde im April 1945 von der Britischen Militärverwaltung auf einem Acker gegenüber von Schloss Wissen angelegt. Hier sollten die deutschen Kriegsgefangenen der Regierungsbezirke Düsseldorf, Aachen und Köln und der Durchgangslager in Belgien und den Niederlanden registriert und ordnungsgemäß entlassen werden.

## Das Tor in die Freiheit
Ausschlaggebend für die Wahl des Ortes war die geringe Besiedlungsdichte und die gute Verkehrsanbindung an die Bahnstrecke Kleve – Geldern und der ehemaligen Reichsstraße 9, heute B 9. Bis Juni 1945 wurde das Lager von den Briten funktionsfähig eingerichtet. Dafür wurde auf einer Fläche von 1,21 ha ein Sammellager mit hohen Zäunen gebaut und davor mit Spanischen Reitern und dreifach gewickelten Stacheldrahtrollen gesichert, streng bewacht von britischen Soldaten. Als Unterkunft für die Wachmannschaften und der Verwaltung dienten anfangs Zelte und später Wellblechbaracken. Als Funktionskräfte wurden dabei auch ehemalige deutsche Kriegsgefangene eingesetzt. Sie dienten als Dolmetscher, arbeiteten im Versorgungs- und Medizinbereich und unterstützten die britische Verwaltung bei der Registrierung.
Um in die „Freiheit“ entlassen zu werden, mussten die deutschen Kriegsgefangenen oft mehrere Stunden, oftmals aber mehrere Tage im Lager bleiben, bis die notwendigen Dokumente zusammengestellt waren. Übernachtet wurde dabei unter durchweichten Zeltplanen auf dem schlammigen Acker. An einem Tag wurden durchschnittlich etwa 200 Gefangene abgefertigt. Durch die Anlieferung von Kriegsgefangenen aus den umliegenden Gefangenenlagern mit LKWs und Güterzügen ebbte der Strom nicht ab.
Der Entlassungsschein bestand aus drei Teilen:
1. Personal Particulars – Personaldaten mit eigenhändiger Unterschrift.
2. Medical Certificate – Ein medizinischer Kurzbericht mit Tauglichkeitsbericht oder eventuelle Arbeitsunfähigkeit.
3. Particular of Discharge – Den Entlassungsvermerk mit Entlassungsdatum, Angabe des letzten Truppenteils, Abdruck des rechten Daumens und der Unterschrift des Lagerkommandanten mit Dienstsiegel.

Mit diesen Papieren konnte sich der entlassene Kriegsgefangene beim Einwohnermeldeamt registrieren lassen und Lebensmittelbezugsscheine, neue Kleidung bzw. das Umfärben der deutschen Militäruniform beantragen, sowie die Vermittlung einer möglichen Arbeitsstelle. Entlassene, die nicht im Regierungsbezirk Düsseldorf wohnten, mussten sich mit den Dokumenten nochmal zum städtischen Durchgangslager nach Bonn begeben, um zu ihren Heimatorten und Familien weiterreisen zu können. Es befand sich auf der Hofgartenwiese der Bonner Universität.
Am 14. September 1945 wurde das Entlassungslager Weeze dem deutschen Personal übergeben. Es blieb jedoch weiterhin in britischer Militärverwaltung. Die Hochsicherheitsvorkehrungen wurden zwar zurückgebaut und die Überwachung des Geländes durch bewaffnete Soldaten abgeschafft, doch die Umstände innerhalb des eingezäunten Ackers blieben weiterhin nur auf das Nötigste beschränkt. Am 20. Januar 1948 wurde das Kriegsgefangenenentlassungslager Weeze aufgelöst. Für 230.000 deutsche Kriegsgefangene war es das Tor in die Freiheit.

## Denkmal
Zur Erinnerung an das Kriegsgefangenenentlassungslager Weeze wurde am ehemaligen Standort eine Gedenkstätte mit einem großen Findling und einer Gedenktafel errichtet. Sie befindet sich in der Nähe der Biogasanlage von Schloss Wissen an der Bahnunterführung.

## Sonstiges
Heinrich Böll kam am 11. September 1945 in das Kriegsgefangenenentlassungslager Weeze. Dies war seine letzte Station vor seiner endgültigen Entlassung am 15. September 1945 in Bonn. In seiner Erzählung „Als der Krieg zu Ende war“ verarbeitet er seine Erlebnisse.
In Weeze gab es unter der britischen Besatzung auch noch ein Durchgangslager für deutsche Kriegsgefangene. Es befand sich auf dem St.-Jan-Feld in der Nähe der Sent-Jan-Kapelle. Die Gefangenen dieses Lagers wurden unter anderem als Zwangsarbeiter in die belgischen Kohlegruben verbracht. Es existierte bis zum 14. Oktober 1945.

## Film
- „Krieg am Niederrhein“ von H. Bosch und W. Haas. 3-teiliger, 122 Minuten langer Dokumentarfilm aus dem Jahr 1975, produziert vom Kreis Kleve. Im Teil 3 ist ab Minute 35 Filmmaterial aus dem Kriegsgefangenenentlassungslager Weeze bei Schloss Wissen zu sehen.